# Effet Wigner
L’effet Wigner, nommé d’après le physicien Eugene Wigner, est un déplacement des atomes de la structure cristalline d'un matériau (les atomes de carbone d'un modérateur au graphite, par exemple) à la suite de l'exposition à un flux de neutrons suffisamment énergétique (de l'ordre de 25 eV ou plus). 

## Phénomène physique
Le bombardement de neutrons rapides déplace certains atomes hors de leur position dans le réseau cristallin, ces atomes déplacés se trouvent à des emplacements plus énergétiques (moins favorables) qu'ils ne le devraient, ce qui conduit à un stockage d'énergie dans le réseau cristallin. 
Lorsqu'une certaine proportion d'atomes (de carbone par exemple) a été déplacée, l'énergie emmagasinée peut ensuite être libérée lors d'un réarrangement brutal du réseau cristallin, à l'origine d'un pic de température dans le matériau. L'énergie ainsi accumulée peut atteindre 2,7 kJ par g de carbone, dont la libération donnera lieu à une montée en température de l'ordre de 3 750 °C dans les cas les plus extrêmes. Les valeurs atteintes restent cependant généralement plus faibles.

## Conséquences dans les réacteurs nucléaires
Les réacteurs nucléaires modérés au graphite, qui est un allotrope du carbone, sont soumis à ce risque important. En effet, le dégagement brutal de chaleur lié à l'effet Wigner peut donner lieu à une combustion du graphite associée à une fusion partielle du combustible.
Pour éviter de telles montées brutales en température, les modérateurs au graphite sont régulièrement recuits, c'est-à-dire amenés à une température suffisante pour provoquer le réarrangement nécessaire de la structure cristalline de manière plus douce et contrôlée, avant que les défauts cristallins n'aient accumulé suffisamment d'énergie pour déclencher le pic de température intempestivement. L'ordre de grandeur de la température à atteindre et contrôler est de 250 °C pour le recuit.
C'est l'effet Wigner qui est à l'origine de l'incendie dans la centrale nucléaire de Windscale. L'effet était à l'époque déjà connu mais mal maîtrisé.